# TV Perú Internacional
TV Perú Internacional es un canal de televisión por suscripción peruano, propiedad del Gobierno de Perú y operado por el Instituto Nacional de Radio y Televisión del Perú. Es la señal internacional del canal estatal TV Perú, con sede en Lima.
Su parrilla de programación consiste en conexiones en vivo con TV Perú, además de emitir contenidos de índole miscelánea, cultural y noticiarios producidos para su emisión internacional, así como la inclusión de algunos programas de su canal hermano IPe (bajo la franja Chicos IPe).

## Historia
El entonces director de IRTP en 2002, Carlos Urrutia, declaró en una entrevista que existía la intención de lanzar una señal internacional de TV Perú (en ese entonces denominado Televisión Nacional del Perú, TNP) que en un inicio se encontraría disponible en Estados Unidos en televisión por cable para la diáspora peruana radicada en ese país.
Este proyecto fue retomado más adelante. TV Perú Internacional fue lanzado el 15 de diciembre de 2017 a través del satélite Intelsat 14, en un principio para su distribución en cuatro ciudades en Estados Unidos, las cuales son Miami, Los Ángeles, Nueva York y Nueva Jersey. En enero de 2018, su cobertura se expandió a España e Italia y a otros países vecinos en donde existe una diáspora peruana, como Chile y Argentina. En 2019, el canal amplió su área de cobertura a toda Europa y el norte de África al ser lanzado en el satélite Intelsat 11.

## Logotipos

2017-2019
Desde 2019
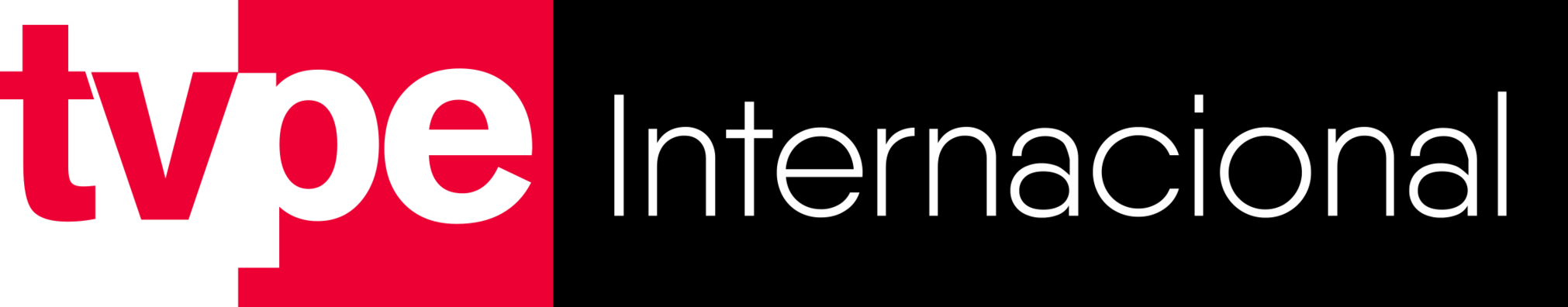
Desde 2019 (recortado)